# Helianthemum motae
Helianthemum motae är en solvändeväxtart som beskrevs av Sánchez-gómez, J.F.Jiménez och J.B.Vera. Helianthemum motae ingår i släktet solvändor, och familjen solvändeväxter. Inga underarter finns listade i Catalogue of Life.